# Stehag
Stehag är en tätort i Eslövs kommun, belägen mellan Höör och Eslöv cirka 1 kilometer väster Stehags kyrkby. Orten har järnvägsförbindelse med Pågatågen till bland annat Lund, Malmö och Kristianstad. 
I Stehag finns en livsmedelsaffär, en pizzeria, frisersalong, bygghandel, blomsteraffär och en låg- och mellanstadieskola. Fritidsaktiviteter finns såsom fotboll genom Stehags AIF, eller Frisksportarna FK TOR.
Stehag innehar värmerekordet för september månad i Sverige; 29,1 grader registrerades 1 september 1975.

## Befolkningsutveckling
| Befolkningsutvecklingen i Stehag 1900–2020 | Befolkningsutvecklingen i Stehag 1900–2020 | Befolkningsutvecklingen i Stehag 1900–2020 | Befolkningsutvecklingen i Stehag 1900–2020 | Befolkningsutvecklingen i Stehag 1900–2020 |
| ------------------------------------------ | ------------------------------------------ | ------------------------------------------ | ------------------------------------------ | ------------------------------------------ |
|                                            |                                            |                                            |                                            |                                            |
| År                                         |                                            |                                            | Folkmängd                                  | Areal (ha)                                 |
| 1900                                       | 1900                                       |                                            | 239                                        | †                                          |
| 1960                                       | 1960                                       |                                            | 601                                        |                                            |
| 1965                                       | 1965                                       |                                            | 553                                        |                                            |
| 1970                                       | 1970                                       |                                            | 534                                        |                                            |
| 1975                                       | 1975                                       |                                            | 481                                        |                                            |
| 1980                                       | 1980                                       |                                            | 553                                        |                                            |
| 1990                                       | 1990                                       |                                            | 737                                        | 65                                         |
| 1995                                       | 1995                                       |                                            | 958                                        | 71                                         |
| 2000                                       | 2000                                       |                                            | 993                                        | 71                                         |
| 2005                                       | 2005                                       |                                            | 1 129                                      | 75                                         |
| 2010                                       | 2010                                       |                                            | 1 122                                      | 86                                         |
| 2015                                       | 2015                                       |                                            | 1 191                                      | 99                                         |
| 2020                                       | 2020                                       |                                            | 1 332                                      | 137                                        |
| † Som köpingsliknande samhälle 1900.       |                                            |                                            |                                            |                                            |

## Kända personer
- Torgny Schunnesson (född 1948), filmare och journalist
- Greger Andersson (1952–2012), professor i musikvetenskap vid Lunds universitet, ledamot av Kungliga Musikaliska Akademien
- Vilhelm Ekelund (1880–1949), författare
- Martin Larsson (född 1974), manusförfattare för film och TV
- Brutus Östling (född 1958), författare, fotograf och bokförläggare
- Joy M'Batha (född 1994), rappare